# Sophie Oluwole
Sophie Bosede Oluwole (ur. 1935 w Igbara-oke w Nigerii, zm. 24 grudnia 2018) – nigeryjska filozofka afrykańska, specjalizująca się w etnofilozofii i filozofii Jorubów.

## Życiorys
Oluwole urodziła się w Igbara-Oke, w stanie Ondo w Nigerii. Chodziła do szkoły w Ife. Studiowała historię, geografię i filozofię na Uniwersytecie w Lagos. W 1972 została tam zatrudniona jako assistant lecturer. Następnie przeniosła się na Uniwersytet w Ibadanie, gdzie uzyskała doktorat z filozofii jako pierwsza kobieta w historii Nigerii. W latach 2002–2008 Oluwole uczyła filozofii afrykańskiej na Uniwersytecie w Lagos, gdzie pełniła też funkcje dziekana do spraw studenckich.
Filozofia afrykańska zdaniem Oluwole powinna się odwoływać do afrykańskich wierzeń i tradycji etnicznych. Oluwole odwoływała się do intelektualnych tradycji Jorubów i wierzeń Ifá. Oluwole uważała, że filozofia taka jest starsza niż filozofia Zachodu. W swoich pracach zestawiała mitycznego Orunmilę (interpretowanego przez nią jako filozofa, założyciela jorubańskiej tradycji intelektualnej) z Sokratesem.
Oluwole wskazywała na wyrocznię jako specyficznie afrykańską formę filozofowania opartą na tradycji oralnej. Porównywała ze sobą różnorodne oralne i piśmienne formy komunikowania, opisując je jako odmienne, ale równowartościowe formy filozofii. Szczególną uwagę poświęciła tradycji związanej z wyrocznią Ifá.
Oluwole działała również na rzecz zwiększenia udziału kobiet w filozofii i obecności afrykańskich myślicieli w edukacji.

## Publikacje książkowe
- (1992) Witchcraft, Reincarnation and the God-Head (Issues in African Philosophy);
- (1997) Philosophy and Oral Tradition;
- (2014) Socrates and Ọ̀rúnmìlà: Two Patron Saints of Classical Philosophy;
- (2014) African Myths and Legends of Gender (wraz z Akinem Sofoluwe).